# Archivo del Instituto Nacional José Miguel Carrera
El Archivo del Instituto Nacional se encuentra en el centro de la ciudad de Santiago, capital de Chile. (Arturo Prat Nº 33). Fue fundado el 2014 a raíz del trabajo de Profesores y alumnos del Instituto acompañados de profesores y estudiantes de la Universidad Católica.
El Archivo es dependiente de la Biblioteca del Instituto Nacional, y está a cargo de la Bibliotecaria Rosa Alvarado quien es titulada de la carrera Bibliotecología de la Universidad de Chile.
Entre los documentos encontramos Libros de matrícula, actas de notas, hojas de vida de los alumno y libros de clase, algunos de los documentos que se rescatan gracias al Programa Archivos Escolares del Instituto de Historia UC y que permite recuperar la valiosa documentación conservada por el Instituto Nacional José Miguel Carrera, el primer establecimiento de educación secundaria en Chile fundado en 1813.
La iniciativa liderada por el Programa de Archivos Escolares del Instituto de Historia UC y apoyada por el Programa para Bibliotecas y Archivos Latinoamericanos de la Universidad de Harvard, nació en 2010 con el objetivo de salvaguardar el patrimonio documental de los liceos emblemáticos tras el terremoto de ese año. Así, ya se ha trabajado en la recuperación, censo y organización de los archivos de los liceos Abate Molina de Talca, y Neandro Schilling y Eduardo Charme de San Fernando. Asimismo, se han organizado y censado los archivos escolares de los liceos ubicados entre Santiago y Concepción, zona donde precisamente se forjó la red de educación secundaria del país.
Durante meses, profesores y alumnos de la Academia de Historia del Instituto Nacional y el Instituto de Historia UC rescataron, clasificaron y organizaron altos de documentos, los que fueron colocados cuidadosamente en instalaciones especialmente acondicionadas, las que fueron inauguradas en una ceremonia que contó con la presencia de la alcaldesa de Santiago, Carolina Tohá, autoridades y profesores del Instituto Nacional y la UC, exalumnos, investigadores y un amplio público.

## Programa de Archivos Escolares
El programa es una iniciativa desarrollada por profesores y estudiantes del Instituto de Historia de la Pontificia Universidad Católica de Chile junto a las comunidades escolares de los liceos fundados entre 1813 y 1909 en Chile.
El Programa nació el año 2010 con el fin de contribuir a la investigación y al conocimiento de la educación nacional. Fue levantado en conjunto con los liceos públicos más antiguos de la zona centro-sur de Chile, la más afectada por el terremoto que sacudió al país en febrero de ese año. Afligido por la compleja situación que vivían dichos establecimientos secundarios y por las enormes dificultades que tuvieron que afrontar para salvaguardar su patrimonio histórico, el equipo de la UC se propuso como objetivo fundamental construir vínculos de apoyo y cooperación y contribuir al desarrollo del sentido de identidad y ciudadanía de esas comunidades escolares, principalmente regionales.
La recuperación y apertura de los archivos escolares contribuye a la reconstrucción de la memoria local que define vínculos de identidad, en este caso entre la comunidad escolar y la institución escuela. Se persigue impactar en un eje fundamental de la educación pública como es la formación ciudadana que implica precisamente, el conocimiento y la valoración por parte de los estudiantes de las instituciones públicas y privadas, desde las más cercanas, como la escuela, y vinculadas a su vida cotidiana, como un piso esencial para promover el respeto y valoración de las instituciones del Estado, la vida en democracia y la convivencia social. A su vez, incentiva el trabajo de la comunidad escolar en su conjunto, contribuye al cuidado de su propio patrimonio y crea conciencia de que a su vez es este un acervo nacional.
El Programa de Archivos Escolares ha sido posible de realizar gracias a la cooperación y financiamiento del Instituto de Historia UC, el Programa para Bibliotecas y Archivos Latinoamericanos de la Universidad de Harvard y cada uno de los liceos que forman parte de esta red y que han sido beneficiados con esta inédita intervención.
Dentro del Instituto Nacional el trabajo del programa de Archivos escolares fue:
• Investigación sobre el Boletín del Instituto Nacional. Proyecto iniciado y desarrollado por la Academia de Estudios Sociales, ADESIN, junto al Programa de Archivos Escolares que busca analizar los contenidos de esta publicación institucional publicada desde 1936. Esta investigación es guiada por la profesora de historia, coordinadora de ADESIN, Nancy Aballay y los estudiantes de doctorado del Instituto de Historia UC, Vanessa Moraes y Juan David Murillo.
• Conservación y difusión del Archivo del Instituto Nacional General José Miguel Carrera de Santiago. Con el objetivo de hacer del Archivo del Instituto Nacional un espacio vivo y de trabajo colaborativo, el proyecto digitalizó los cuarenta volúmenes que conforman la serie Correspondencia Enviada por el rector entre los 1826 y 1900. A su vez, los alumnos de la Academia de Estudios Sociales, ADESIN, guiados por el equipo PAE describieron parte de los documentos y realizaron un taller de conservación para resguardar los volúmenes dañados.

## Componentes del Archivo Institucional
El Archivo Institucional se compone completamente de los documentos relativos al Instituto Nacional, entre el cual encontramos libros de clases, registros de matrículas o fichas antropométricas de personajes como: Salvador Allende (matrícula), Patricio Aylwin, Arturo Prat, Eusebio Lillo, Diego Barros Arana, Diego Portales, entre otros. Un dato curioso es que también se encuentra una foto del mencionado Allende con quien fuese su profesor jefe.
Tipos de registros o documentación disponible (1813-1975):
- Libros de Decretos.
- Matrículas.
- Libros de Correspondencia.
- Registros de Contabilidad.
- Partes de profesores (Libros de Clases).
- Fichas Antropométricas.
- Registro del personal administrativo y el cuerpo docente.
- Libros de Exámenes.
- Otros.